# Quœux-Haut-Maînil
Quœux-Haut-Maînil is een gemeente in het Franse departement Pas-de-Calais (regio Hauts-de-France). De gemeente telt 244 inwoners (2005) en maakt deel uit van het arrondissement Arras.

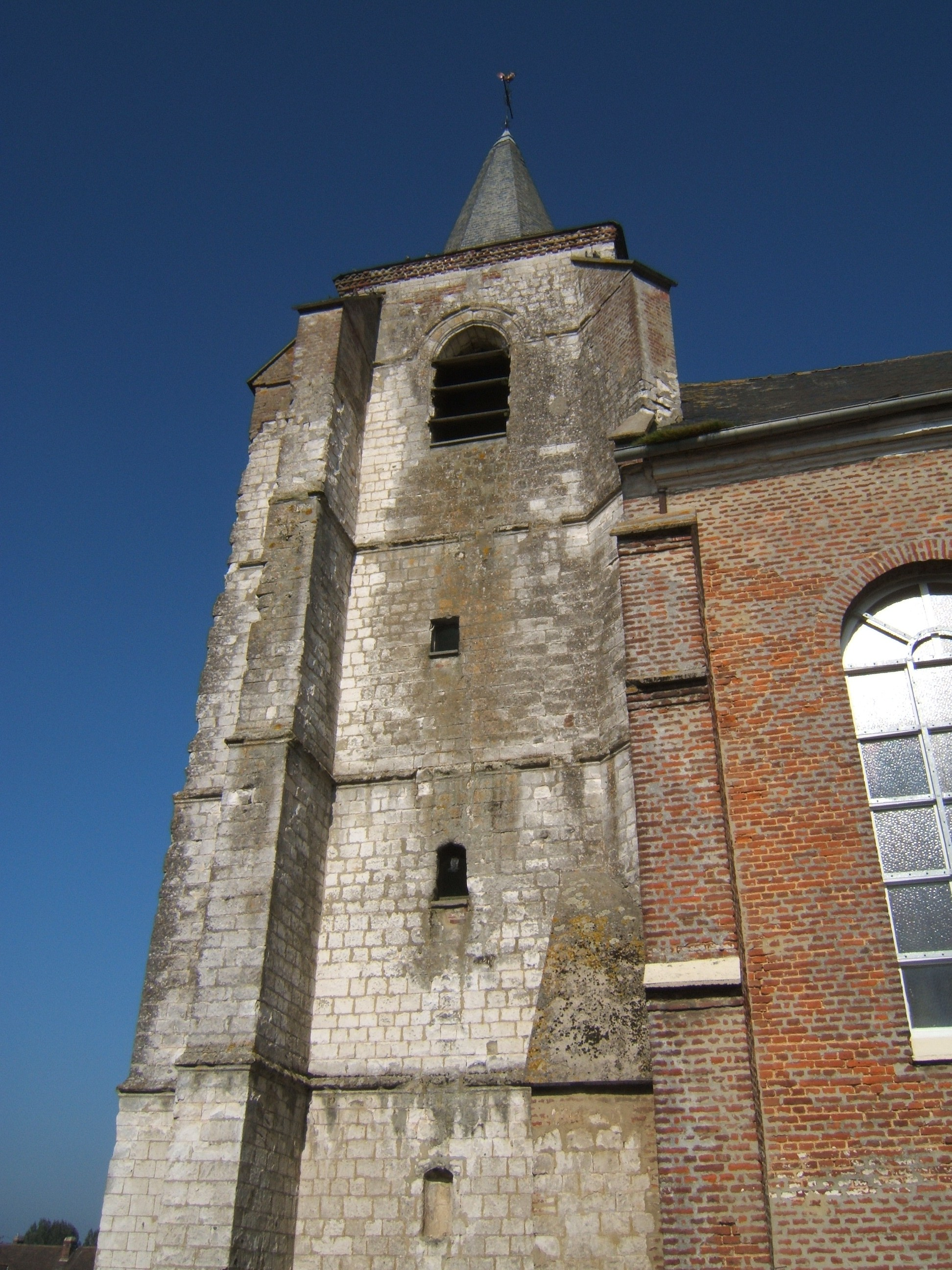
Église Saint-Jacques

## Geschiedenis
Oude vermeldingen van Quœux gaan terug tot de 12de eeuw als Cheuz en begin 13de eeuw als Keux, Kex, Kheue enz. De 18de-eeuwse Cassinikaart toont de plaats als Queux.
Op het eind van het ancien régime werd Quœux een gemeente.
In 1972 werd de buurgemeente Haut-Maînil opgeheven en aangehecht bij Quœux, dat werd hernoemd tot Quœux-Haut-Maînil.

## Geografie
De oppervlakte van Quœux-Haut-Maînil bedraagt 11,9 km², de bevolkingsdichtheid is 20,5 inwoners per km². Ten oosten van het dorpscentrum van Quœux ligt het daarmee vergroeid Haut-Maînil.
De onderstaande kaart toont de ligging van Quœux-Haut-Maînil met de belangrijkste infrastructuur en aangrenzende gemeenten.

## Bezienswaardigheden
- De Église Saint-Jacques heeft een 18de-eeuwse biechtstoel, die in 1912 werd geklasseerd als monument historique. Ook een preekstoel werd in 1977 geklasseerd.

## Demografie
Onderstaande figuur toont het verloop van het inwonertal (bron: INSEE-tellingen).